# Henckelia mishmiensis
Henckelia mishmiensis là một loài thực vật có hoa trong họ Tai voi (Gesneriaceae). Loài này có ở Ấn Độ (Assam); được Debbarm. ex Biswas mô tả khoa học đầu tiên năm 1934 dưới danh pháp Chirita mishmiensis. Năm 2011, D.J.Middleton & Mich.Möller chuyển nó sang chi Henckelia.